# La tempesta del secolo
La tempesta del secolo (Storm of the Century) è una miniserie televisiva statunitense del 1999 prodotta dalla ABC. La sceneggiatura fu scritta da Stephen King, il quale poi la pubblicò in forma di opera letteraria negli USA il 1º febbraio 1999 e il 5 settembre 2000, in Italia, lasciando intatta la trama. Per la sua realizzazione, ABC stanziò ben 33 milioni di dollari. 
In Italia la miniserie è stata trasmessa per la prima volta su Rai 2 in tre puntate.

## Trama
La vicenda si sviluppa in una piccola isola immaginaria al largo delle coste del Maine, Little Tall (la stessa in cui è ambientata l'opera Dolores Claiborne). Mentre sono in corso i preparativi per fronteggiare l'arrivo di una temibile tempesta, i pochi abitanti dell'isola ricevono la visita di André Linoge, uno straniero che apparentemente conosce tutti i dettagli della vita degli isolani, fin nei più nascosti segreti. Dopo aver ucciso una cittadina anziana, Linoge viene incarcerato senza opporre resistenza. Nonostante questo lo straniero, con i suoi apparenti poteri soprannaturali, spinge alcuni altri cittadini a suicidarsi in maniera atroce, dimostrando di poter assoggettare la volontà delle persone. Linoge inoltre esprime insistentemente la sua volontà ripetendo la frase "datemi ciò che voglio e me ne andrò", anche attraverso le sue vittime. Il protagonista, lo sceriffo locale Mike Anderson, suppone che Linoge sia l'anagramma di Legion, ovvero il demone Legione. Dalle sbarre della sua cella Linoge si rivolge a Mike dicendogli che in fondo è un bravo ragazzo, diversamente dagli altri abitanti dell'isola che hanno commesso gravi crimini o peccati: Mike infatti si differenzia dagli altri abitanti dell'isola perché, nonostante i poteri dello straniero, lo affronta apertamente.
Mentre la popolazione rimasta è costretta a rifugiarsi e a convivere all'interno del municipio a causa della tempesta ormai arrivata, tutti sognano la stessa cosa: il suicidio di massa avvenuto nel XVI secolo nella colonia di Roanoke. Linoge evade quindi dalla prigione e cattura alcuni isolani usciti nel frattempo dal municipio per osservare il faro crollare a causa dell'infuriare del mare in tempesta. Ne fa tornare una al municipio per riferire il suo insistente messaggio e poi fa riunire tutti gli isolani nella sala principale del municipio, per comunicare loro ciò che effettivamente desidera.
Linoge spiega di avere vissuto per migliaia di anni, ma che comunque, nonostante i suoi poteri, non è immortale. Alzando il bastone, l'essere mostra il suo vero aspetto che è quello di un vecchio in età estremamente avanzata, ormai prossimo alla morte. Secondo la sua stima, il tempo che gli rimane da vivere è più o meno cento anni, periodo che Linoge definisce, se paragonato alla sua intera esistenza, un tempo molto breve.
Linoge dichiara quindi di volere uno degli otto bambini che vivono sull'isola, al fine di insegnargli tutto ciò che sa e farne il suo successore prima che il suo tempo finisca del tutto. Minaccia poi che, in caso di diniego da parte della cittadinanza, ucciderà tutti i bambini e costringerà tutti gli altri adulti ad un suicidio di massa in mare: concede quindi mezz'ora di tempo agli isolani per decidere.
Mike cerca invano di convincere i concittadini che non possono cedere uno dei loro figli all'essere e che, unendo insieme le loro volontà, devono e possono scacciarlo intuendo che Linoge non è così potente come sembra essere. Tuttavia, presi dalla paura, gli isolani decidono per alzata di mano e quasi all'unanimità (tutti tranne Mike) di concedere a Linoge di prendere un bambino a caso, in modo che se ne vada per sempre lasciandoli in pace. Per decidere quale sarà il bambino che prenderà, Linoge fa pescare una pietra da un sacchetto ad uno dei due genitori degli otto bambini dell'isola; il sacchetto contiene infatti otto pietre, sette di colore bianco e una di colore nero: il genitore che avrà pescato la pietra nera dovrà lasciargli suo figlio, sia esso un bambino o una bambina. Molly, la moglie di Anderson, pesca infine la pietra nera e quindi suo figlio Ralphie viene portato via da Linoge che dichiara a tutti loro che tutto questo se lo sono fatto da soli.
Nell'epilogo Mike Anderson, nove anni dopo essere andato via dall'isola e aver lasciato la moglie, mentre narra di come abbia cambiato la sua vita rivede a San Francisco il figlio Ralphie che cammina in compagnia di Linoge; chiamandolo per nome Anderson fa girare il figlio ormai cresciuto che però sorride malvagiamente rivelando mostruosi denti aguzzi. Infine i due esseri svoltano in un vicolo, scomparendo alla vista di Mike che li insegue disperato venendo poi soccorso da una ragazza che passava di lì. La sua narrazione quindi continua rendendo lo spettatore a conoscenza del fatto che, nonostante abbia abbandonato l'isola, ha comunque mantenuto dei contatti con qualcuno della cittadinanza: dopo gli avvenimenti legati all'arrivo di Linoge, altri strani fatti sono accaduti a Little Tall e dintorni, tra cui alcune morti per infarto/suicidio e una misteriosa scomparsa in mare con solo una scritta trovata nella barca: CROATON. Solo Mike non risente di tali ripercussioni, probabilmente per essere stato l'unico a essersi opposto a Linoge. Sull'isola la ex-moglie di Mike, risposatasi con il di lui ex-amico e vicesceriffo Hatch, osservando sulla lapide commemorativa delle vittime della tempesta il nome del figlio Ralph piange tristemente, comprendendo di aver sbagliato a non avere ascoltato Mike e cedendo quindi suo figlio a Linoge e probabilmente questa colpa l'accompagnerà per tutta la vita.
La voce narrante di Mike conclude sostenendo, di contro, di avere agito giustamente opponendosi a Linoge, a differenza degli altri dell'isola che si sono infine sottomessi al male cedendo al ricatto dell'essere.

## Luoghi delle riprese
Gli esterni sono stati filmati a Southwest Harbor, nel Maine, e a San Francisco; inoltre alcuni esterni sono stati filmati in Canada a 30km da Toronto, dove la strada principale di Little Tall Island è stata ricreata all'interno di una raffineria di zucchero abbandonata.